# 1960년대 홍콩
1960년대 홍콩은 이전 10년에 시작된 제조업의 발전과 확장이 계속되었다. 이 시기에 이룬 경제적 진보는 홍콩을 싱가포르, 대한민국, 중화민국과 함께 아시아의 네 마리 용 중 하나로 분류하게 했다.

## 배경

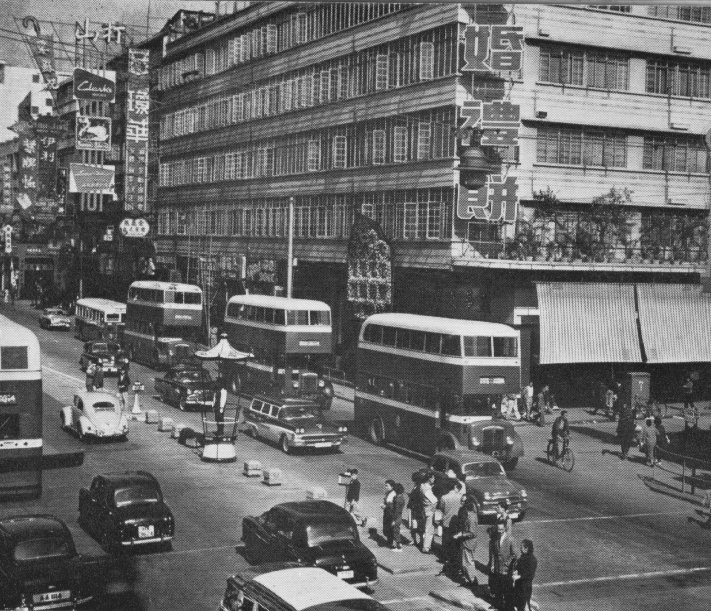
1960년 가우룽의 네이선 로드

경제적으로 이 시대는 홍콩의 주요 발판으로 여겨진다. 홍콩 경제의 첫 번째 전환점으로 간주된다. 1960년 1인당 국내총생산은 여전히 상대적으로 낮았는데, 같은 10년 동안 페루, 남아프리카 공화국, 그리스와 거의 비슷했다. 이에 비해 아르헨티나는 홍콩 GDP의 두 배, 베네수엘라는 세 배였다. 생활 수준은 꾸준히 상승했지만 저임금은 계속되었다. 등록 공장 수는 1950년대 3,000개에서 1960년대 10,000개로 증가했다. 등록된 외국 기업은 300개에서 500개로 증가했다. 경제의 모든 부문에서 노동력 수요가 있었다.

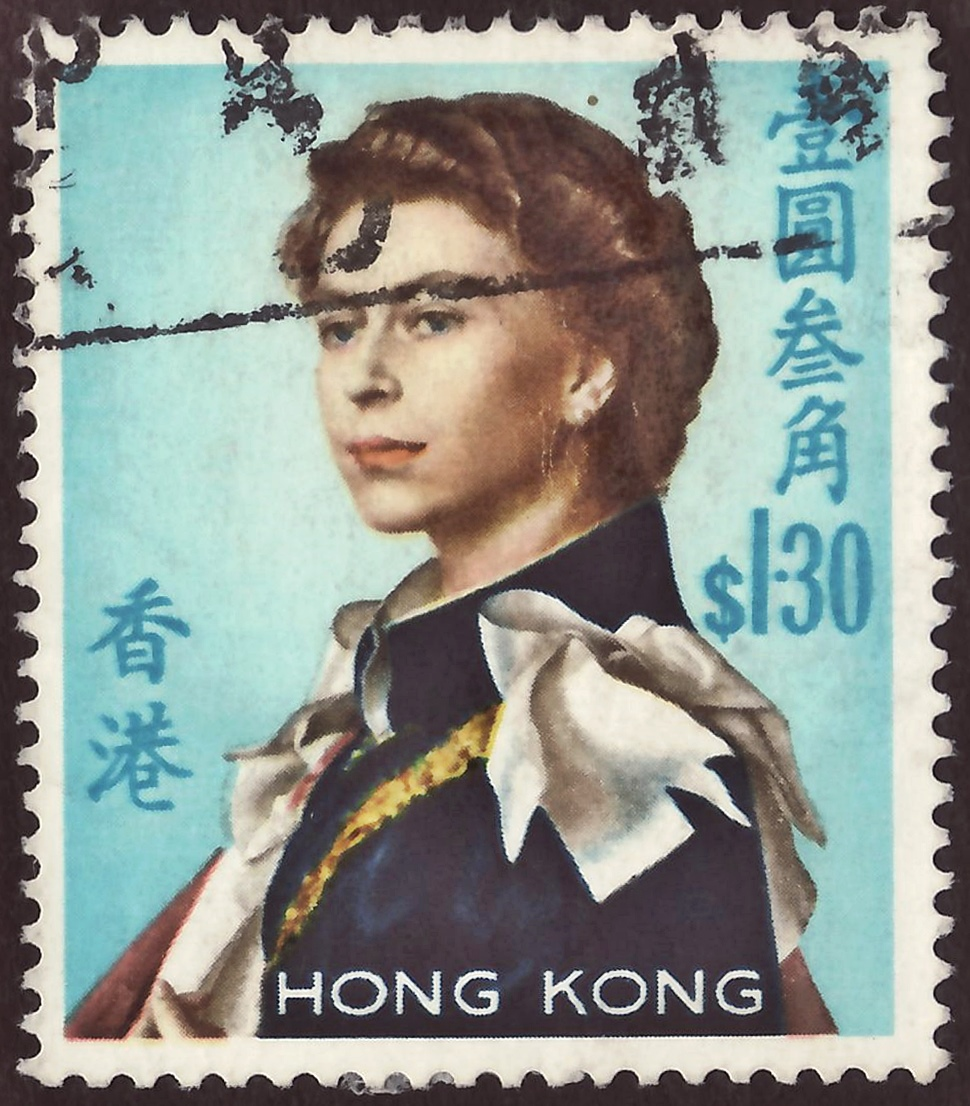
엘리자베스 2세 여왕 초상화가 그려진 1962년 우표

그러나 정치적으로 이 시대는 중화인민공화국의 정치적 혼란으로 특징지어진다.

## 인구 통계

### 인구
1960년대 홍콩의 인구는 300만 명으로 추정된다. 인구의 절반이 25세 미만이었고 이 집단은 홍콩의 베이비붐 세대가 되었다. 중국에서 난민 유입이 계속되었다.

## 문화

### 생활 방식
과거 중국 가족들은 가족 문제에 깊이 뿌리내려 있었다. 공장에서 오랜 시간 일하는 것은 대부분의 사람들이 집에서보다 공장에서 훨씬 더 많은 시간을 보내면서 전통적인 구조를 깨뜨렸다. 그러나 사람들은 고통을 감내하려는 강한 의지 아래 살았다. 이는 공동체 내의 긴밀한 관계와 여가 시간의 유쾌한 대화로 약간 보상되었다. 작업장은 주로 교육 허브 또는 "제2의 집" 역할을 했다. 여성들도 더 많이 노동력에 합류하여 일하는 딸이나 일하는 어머니가 되었다.

### 교육
정부는 1954년에서 1961년 사이에 30만 개 이상의 새로운 초등학교를 만드는 야심 찬 공교육 프로그램을 추진했다. 1966년까지 학교 연령 아동의 99.8%가 초등학교에 다녔지만, 초등학교는 무료가 아니었다.

### 행사
1969년 12월 6일부터 15일까지 400만 홍콩 달러의 자금으로 7개월간의 준비 작업을 거쳐 제1회 홍콩 축제가 시작되었다. 이는 1967년 폭동 이후 사람들이 공산주의자들의 폭동 대신 더 나은 목적에 에너지를 쏟기를 바라면서 시작되었다. 외국인 관광객을 포함하여 50만 명 이상이 참가했다.

### 엔터테인먼트
1960년대 영화는 여전히 중국 전통에 뿌리를 두고 있었지만, 홍콩에는 최초의 대중문화 십대 우상 중 한 명인 천보주가 등장했다. 방송 텔레비전의 등장은 홍콩 사람들에게 직접 판매될 홍콩에서 만들어진 최초의 형식이었다. TVB 방송국은 1967년에 설립되어 최초의 무료 공중파 방송을 시작했다.

### 법과 질서
1960년대의 첫 번째 소요 사태는 스타페리 요금 인상에 대한 1966년 홍콩 폭동이었다. 교통비 인상에 항의하는 2만 명의 서명 청원이 작성되었다. 그 결과 1,800명이 체포되었지만, 사태는 빠르게 진정되었다.
다른 폭동으로는 중국 공산당 내부 갈등으로 문화대혁명이 시작되면서 발생한 67폭동이 있다. 홍콩의 친공산주의 좌파들은 영국 통치에 도전했다. 시위가 열렸고, 홍위병은 왼손에 마오쩌둥 어록을 들고 공산주의 구호를 외치며 홍콩에서 모습을 드러냈다. 베이징의 인민일보는 좌파 투쟁을 지지하는 사설을 실었다. 중국이 식민지를 점령할 준비를 하고 있다는 소문이 퍼졌다. 정치적 긴장이 고조되었다. 폭동은 중국 총리 저우언라이가 홍콩의 좌파 단체들에게 중단을 명령한 1967년 12월에야 끝이 났다. 폭동 후 정부는 기존 공산주의 네트워크를 정리하기 위해 노력했다. 라디오 진행자 임빈도 살해당했다.

### 자연재해

#### 가뭄
1963년과 1967년에 심각한 가뭄이 홍콩에 영향을 미쳤다. 상수도는 급격한 인구 증가의 수요를 감당할 수 없었다. 정부는 물 사용 제한 정책을 도입했다. 물 공급이 4일에 4시간으로 제한되는 기간도 있었다. 사람들은 4일 동안 사용할 물을 절약해야 했다. 그러나 물 부족은 주로 정치적 요인으로 인해 발생했다 (자원 섹션 참조).
1963년의 심각한 가뭄은 인도네시아 발리 섬에 있는 아궁 화산의 3월-5월 분출로 인한 대기 순환 변화 때문인 것으로 알려져 있다.

#### 태풍
1960년 태풍 메리가 홍콩에 영향을 미쳐 45명이 사망하고 127명이 부상을 입었다. 또한 약 1만 채의 가옥이 파괴되었다.
1962년 태풍 완다가 홍콩에 영향을 미쳐 130명이 사망했다. 7만 2천 명이 집을 잃었다. 홍콩에 영향을 미친 가장 재앙적인 태풍 중 하나였다.

## 경제

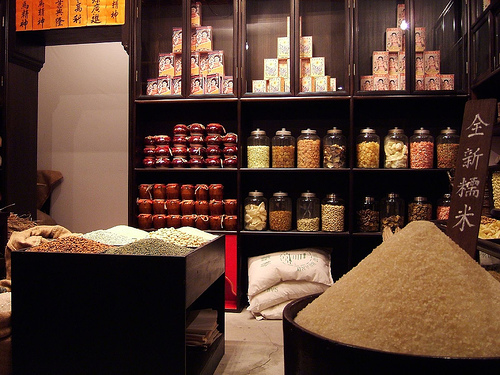
가이시에 위치했던 1960년대 구식 쌀 상점 (米舖)

### 금융
당시 홍콩은 여러 주요 은행 위기로 인한 금융 불안정을 겪으며 경제위기로 이어졌다. 1961년에는 류충헝은행에 대한 뱅크런이 며칠간 지속되다가 홍콩상하이은행과 스탠다드차타드 은행이 개입하면서 진정되었다. 더욱 심각한 위기는 1965년 초 밍탁은행에서 시작되어 광동신탁, 항셍은행, 그리고 다른 여러 중국계 은행으로 확산되었다. 데이비드 트렌치 총독은 일일 인출 한도를 100달러로 제한했고, 홍콩상하이은행은 안정을 회복하기 위해 항셍은행의 대주주 지분을 인수했다. 1965년 2월 밍탁은행이 파산했고, 광동신탁은 재개장하지 못하고 5월에 파산했다. 많은 홍콩 시민들이 저축을 잃었다.

### 건설
고속도로, 건물, 터널, 저수지의 수요와 함께 건설 사업도 계속 증가했다. 1962년 공공사업 책임자는 쿠이충과 췬완 개발 이후 어디로 나아가야 할지 의문을 제기했다. 건설 확장은 서쪽으로 튄문과 북쪽으로 사틴까지 이어졌다. 제2차 세계 대전 이후 영토에 대한 상세 정보를 제공하는 최초의 문서는 1969년 "식민지 개요 계획"이라는 제목의 가이드에 실렸다. 이는 저렴한 공공 주택으로 백만 명을 수용하고 고밀도 인구 내에서 건설하는 방법에 대한 엄격한 규제 및 지침을 명시한 최초의 문서였다.

### 제조업
많은 회사들이 제조하는 제품을 다양화하기 시작했지만, 홍콩 식민지 전체의 성공은 직물 산업에 달려 있었다. 이 하나의 산업으로 직간접적으로 62만 5천 명의 주민이 생계를 유지하는 것으로 추정되었다. 정부는 상하이시 기업가들에게 의존하고 있었고, 산업은 3교대로 24시간 내내 가동되었다. 이 시점부터 저렴하고 저급한 제품이 "홍콩산"이라는 라벨이 붙은 고품질 제품이 되었다. 1968년까지 100명 미만의 직원을 고용한 소규모 공장들이 홍콩의 영국 수출액에서 42%를 차지했으며, 이는 12억 홍콩 달러에 달했다.

### 병원 및 환대 산업
1960년부터 1965년까지 행정 위원회는 의료 시스템을 개편하여 인구의 많은 부분에 직간접적으로 저렴한 형태의 의료 서비스를 제공하려고 노력했다. 의료 및 보건 부서 직원들은 향후 15년간의 수요를 추정하기 위한 제안을 개략적으로 설명했다. 1968년 홍콩 독감은 인구의 15%를 감염시켰다.
베트남 전쟁 초기에 미국은 아시아 지역에서 병사들의 휴식처로 홍콩을 자주 이용했다. 모든 정치적 폭동이 일어남에도 불구하고 공산주의의 영향을 받지 않는 중립 지대 중 하나로 간주되었다.

### 자원

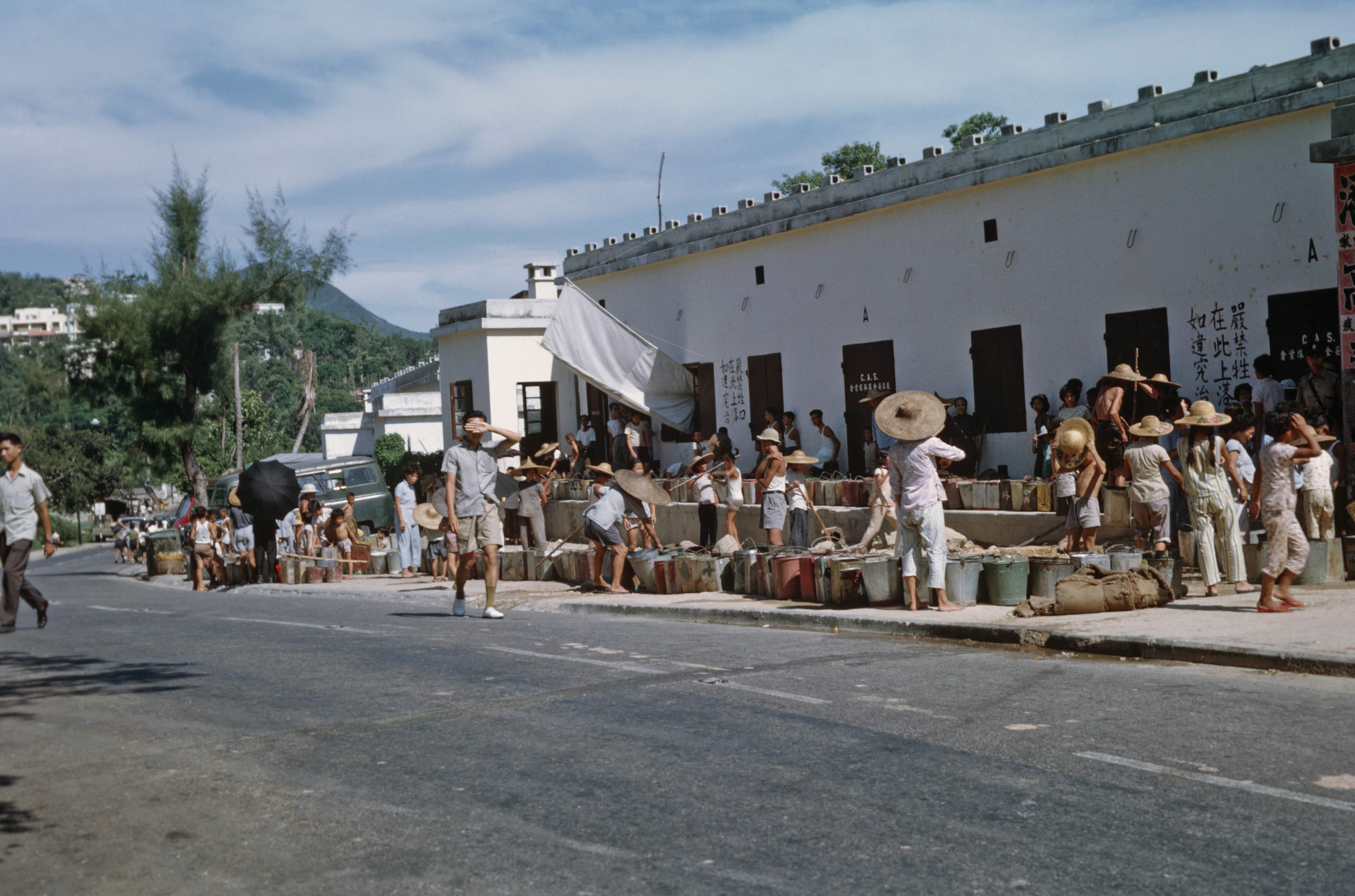
1963년 7월 홍콩에서 물을 기다리는 줄

홍콩의 주요 수원지는 중국이었다. 1964년 홍콩이 중국의 동강에서 하루 15,000갤런의 물을 구매하는 계약이 체결되었다. 홍콩에 정치적 혼란이 닥치자 중국은 주기적으로 물 공급을 중단하여 물 부족을 초래했다. 정부는 배급을 시행했다.